# Cykling Odense
Cykling Odense er en dansk cykelklub beliggende i Odense, og har klubhus og administration ved Thorvald Ellegaard Arena. Den blev grundlagt i 1933, efter at Fyns Stifts Cykle Klub splittede sig op i Fyens Bicycle Club og Fraugde Amatør Cykleklub, der efter kort tid skiftede navn til Fyns Cykle Ring. Klubben dækker i dag alle cykelsportens discipliner.
Klubben har siden 2021 haft eget elitehold og fra 2022 som et DCU Elite Team, der kører under navnet Team Nyt Syn by Fialla.
Klubben er arrangør af UCI-løbet Fyen Rundt.

## Udmærkelser
- Årets Talent i dansk cykelsport (2021)[2]
- Årets Idrætsforening i Danmark (2022)[3]